# Вальс, Хавьер
Хавьер Вальс Андрес (исп. Javier Valls Andrés; род. 7 февраля 1963, Кастельон-де-ла-Плана), также известный как Хави — испанский футболист, защитник.

## Биография
Всю карьеру провёл в клубе «Кастельон» из своего родного города. Дебютировал в сезоне 1981/82, когда клуб ещё выступал в Примере. Со следующего сезона стал основным защитником. В 1989 году помог «Кастельону» стать победителем второго дивизиона и вернуться в элиту. Два сезона играл за клуб в Примере, остался и после вылета в Сегунду в 1991 году. Завершил карьеру в 1994 году.